# 1993 na arte

## Eventos
- 21 de Março - Abertura ao público do Centro Cultural de Belém.
- 17 de Novembro - Siza Vieira é galardoado com o Prémio Nacional de Arquitectura.

## Nascimentos
| Data | Nome | Profissão | Nacionalidade | Observações | Ref |
| ---- | ---- | --------- | ------------- | ----------- | --- |

## Mortes
| Data           | Nome                     | Profissão                                                            | Nacionalidade             | Observações | Ref |
| -------------- | ------------------------ | -------------------------------------------------------------------- | ------------------------- | ----------- | --- |
| 6 de janeiro   | Rudolf Nureyev           | bailarino                                                            | União Soviética           | n. 1939     |     |
| 26 de janeiro  | Robert Jacobsen          | escultor e pintor                                                    | Dinamarca                 | n. 1912     |     |
| 16 de março    | Natália Correia          | poetisa                                                              | Portugal                  | n. 1923     |     |
| 9 de abril     | Augusto Rodrigues        | pintor, desenhista, gravador, ilustrador, caricaturista e fotógrafo  | Brasil                    | n. 1913     |     |
| 23 de maio     | Manezinho Araújo         | cantor, compositor, jornalista e pintor                              | Brasil                    | n. 1913     |     |
| 1 de agosto    | Alfred Manessier         | pintor                                                               | França                    | n. 1911     |     |
| 24 de agosto   | Lázaro Veloso Corte-Real | professor e pintor                                                   | Portugal                  | n. 1897     |     |
| 16 de setembro | Quirino Campofiorito     | pintor, desenhista, gravador e ilustrador, caricaturista e professor | Brasil                    | n. 1902     |     |
| 17 de novembro | Mário Dionísio           | escritor e pintor                                                    | Portugal                  | n. 1916     |     |
| ??             | Leonilson                | pintor, desenhista e escultor                                        | Brasil                    | n. 1957     |     |
| ??             | Percy Deane              | pintor e desenhista                                                  | Brasil                    | n. 1921     |     |
| ??             | Rafik Khachatryan        | escultor                                                             | União Soviética (Arménia) | n. 1937     |     |
| ??             | Bruno Giorgi             | escultor                                                             | Brasil                    | n. 1905     |     |
| ??             | Henrique Manuel          | desenhador, pintor e artista gráfico                                 | Portugal                  | n. 1945     |     |

## Prémios
- Prémio Príncipe das Astúrias das Artes - Francisco Javier Sáenz de Oiza[1]
- Prémio Pritzker - Fumihiko Maki[2]
- Prémio Valmor e Municipal de Arquitectura 1993 - Tomás Taveira[3].